# Saint-Lyé
Saint-Lyé ist eine französische Gemeinde mit 2.867 Einwohnern (Stand: 1. Januar 2022) im Département Aube in der Region Grand Est. Die Gemeinde gehört zum Arrondissement Troyes und seit 2015 zum Kanton Saint-Lyé (zuvor Kanton Troyes-4). Die Einwohner werden Lyotains genannt.

## Geographie
Saint-Lyé liegt etwa zehn Kilometer nordwestlich von Troyes an der Seine. Durch die Gemeinde führt auch der Canal de la Haute-Seine. Umgeben wird Saint-Lyé von den Nachbargemeinden Mergey im Norden, Saint-Benoît-sur-Seine im Osten, Sainte-Maure im Osten und Südosten, Barberey-Saint-Sulpice im Süden und Südosten, Montgueux im Süden und Südwesten, Macey im Südwesten, Le Pavillon-Sainte-Julie im Westen sowie Payns im Nordwesten.
Der Bahnhof der Gemeinde liegt an der Bahnstrecke Paris–Mulhouse.

## Geschichte
Auf der Burg von Saint-Lyé heiratete Ludwig X. am 19. August 1315 seine zweite Frau, Klementine von Ungarn.

### Bevölkerungsentwicklung
| 1962 | 1968 | 1975 | 1982 | 1990 | 1999 | 2006 | 2012 |
| ---- | ---- | ---- | ---- | ---- | ---- | ---- | ---- |
| 1099 | 1258 | 1795 | 2189 | 2496 | 2633 | 2728 | 2889 |

## Sehenswürdigkeiten

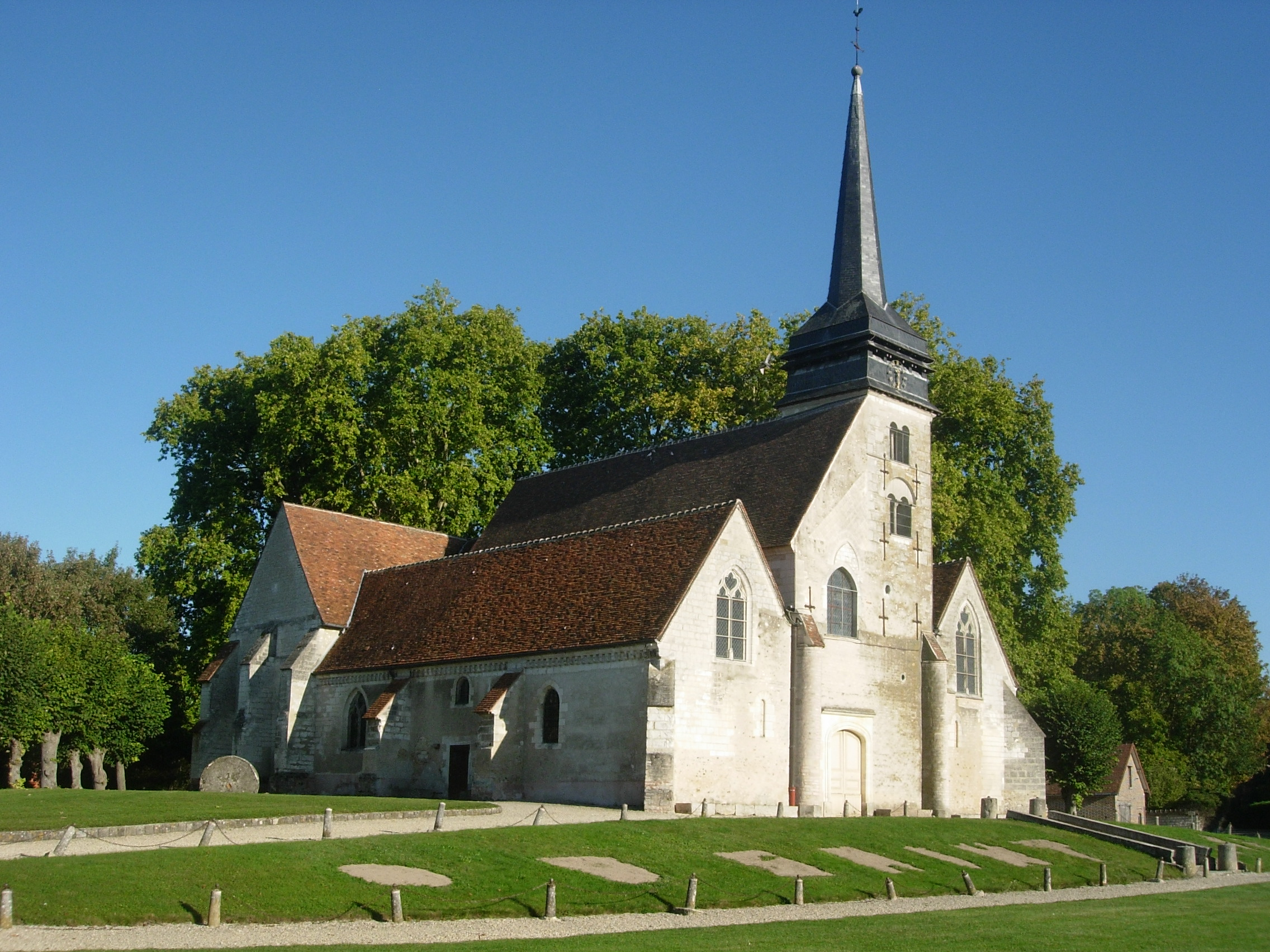
Kirche Saint-Lyé

- Kirche Saint-Lyé, ursprünglich aus dem 11. Jahrhundert, im 13. und 15. Jahrhundert umgebaut, Monument historique seit 1972
- Schloss des Bischofs von Troyes, an der Seine gelegen, mit Taubenturm, im 16. Jahrhundert errichtet (seit 1933 Monument historique)

## Persönlichkeiten
- Marcel Bidot (1902–1995), Radrennfahrer